# Toby Sibbick
Toby Peter Sibbick (Londra, 23 maggio 1999) è un calciatore ugandese con cittadinanza britannica, difensore del Wigan e della nazionale ugandese.

## Carriera

### Club
Cresciuto nel settore giovanile dell'AFC Wimbledon, debutta in prima squadra il 17 aprile 2017 in occasione dell'incontro di Football League One pareggiato 0-0 contro il Peterborough Utd.

### Nazionale
Nel 2024 ha esordito nella nazionale ugandese.

## Statistiche
Statistiche aggiornate al 2 ottobre 2021.

### Presenze e reti nei club
| Stagione        | Squadra         | Campionato      | Campionato | Campionato | Coppe nazionali | Coppe nazionali | Coppe nazionali | Coppe continentali | Coppe continentali | Coppe continentali | Altre coppe | Altre coppe | Altre coppe | Totale | Totale | Totale |
| Stagione        | Squadra         | Comp            | Pres       | Reti       | Comp            | Pres            | Reti            | Comp               | Pres               | Reti               | Comp        | Pres        | Reti        | Pres   | Reti   |        |
| --------------- | --------------- | --------------- | ---------- | ---------- | --------------- | --------------- | --------------- | ------------------ | ------------------ | ------------------ | ----------- | ----------- | ----------- | ------ | ------ | ------ |
| 2016-2017       | AFC Wimbledon   | FL1             | 2          | 0          | FACup+CdL       | 0               | 0               |                    | -                  | -                  | EFL Trophy  | 0           | 0           | 2      | 0      |        |
| 2017-2018       | AFC Wimbledon   | FL1             | 1          | 0          | FACup+CdL       | 0               | 0               |                    | -                  | -                  | EFL Trophy  | 4           | 2           | 5      | 2      |        |
| 2018-2019       | AFC Wimbledon   | FL1             | 23         | 0          | FACup+CdL       | 3+2             | 1+0             |                    | -                  | -                  | EFL Trophy  | 3           | 0           | 31     | 1      |        |
| 2019-gen. 2020  | Barnsley        | FLC             | 18         | 0          | FACup+CdL       | 0               | 0               |                    | -                  | -                  |             | -           | -           | 18     | 0      |        |
| gen.-giu. 2020  | Hearts          | SP              | 2          | 0          | CS+CdL          | 0               | 0               |                    | -                  | -                  |             | -           | -           | 2      | 0      |        |
| 2020-gen. 2021  | Ostenda         | D1              | 0          | 0          | CB              | 0               | 0               |                    | -                  | -                  |             | -           | -           | 0      | 0      |        |
| gen.-giu. 2021  | Barnsley        | FLC             | 23         | 0          | FACup+CdL       | 3+0             | 0               |                    | -                  | -                  |             | -           | -           | 26     | 0      |        |
| 2021-gen. 2022  | Barnsley        | FLC             | 12         | 1          | FACup+CdL       | 0               | 0               |                    | -                  | -                  |             | -           | -           | 12     | 1      |        |
| Totale Barnsley | Totale Barnsley | Totale Barnsley | 35         | 1          |                 | 3               | 0               |                    | -                  | -                  |             | -           | -           | 38     | 1      |        |
| gen.-giu. 2022  | Hearts          | SP              | 14         | 0          | CS+CdL          | 3+0             | 0               |                    | -                  | -                  |             | -           | -           | 17     | 0      |        |
| 2022-2023       | Hearts          | SP              | 32         | 0          | CS+CdL          | 3+1             | 1+0             | UEL+UECL           | 2+3                | 0                  |             | -           | -           | 41     | 1      |        |
| 2023-2024       | Hearts          | SP              | 21         | 0          | CS+CdL          | 1+3             | 0               | UECL               | 3                  | 0                  |             | -           | -           | 28     | 0      |        |
| Totale Hearts   | Totale Hearts   | Totale Hearts   | 69         | 0          |                 | 11              | 1               |                    | 8                  | 0                  |             | -           | -           | 88     | 1      |        |
| Totale carriera | Totale carriera | Totale carriera | 148        | 1          |                 | 19              | 2               |                    | 8                  | 0                  |             | 7           | 2           | 182    | 5      |        |

### Cronologia presenze e reti in nazionale
| Cronologia completa delle presenze e delle reti in nazionale ― Uganda | Cronologia completa delle presenze e delle reti in nazionale ― Uganda | Cronologia completa delle presenze e delle reti in nazionale ― Uganda | Cronologia completa delle presenze e delle reti in nazionale ― Uganda | Cronologia completa delle presenze e delle reti in nazionale ― Uganda | Cronologia completa delle presenze e delle reti in nazionale ― Uganda | Cronologia completa delle presenze e delle reti in nazionale ― Uganda | Cronologia completa delle presenze e delle reti in nazionale ― Uganda |
| Data                                                                  | Città                                                                 | In casa                                                               | Risultato                                                             | Ospiti                                                                | Competizione                                                          | Reti                                                                  | Note                                                                  |
| --------------------------------------------------------------------- | --------------------------------------------------------------------- | --------------------------------------------------------------------- | --------------------------------------------------------------------- | --------------------------------------------------------------------- | --------------------------------------------------------------------- | --------------------------------------------------------------------- | --------------------------------------------------------------------- |
| 26-3-2024                                                             | Marrakech                                                             | Uganda                                                                | 2 – 2                                                                 | Ghana                                                                 | Amichevole                                                            | -                                                                     | 46’                                                                   |
| Totale                                                                |                                                                       | Presenze                                                              | 1                                                                     |                                                                       | Reti                                                                  | 0                                                                     |                                                                       |